# Vävprogram
Vävprogram är datorprogram som används inom vävning. De fungerar inte bara som stöd vid beräkning av vävsedlar och mönsterskapande och är inte längre bara en tillgång för vävindustrin. Datastyrda vävstolar har funnits länge, men numera finns också användarvänliga program för manuell handvävning.